# Aranuka
Aranuka (früher auch bekannt unter den Namen Henderville, Nonouki oder Starbuck) ist ein Atoll von Kiribati, knapp nördlich des Äquators im Archipel der Gilbertinseln gelegen. Im Jahr 2020 hatte es 1221 Einwohner; dies sind gut 1 % der kiribatischen Bevölkerung. Interne Angelegenheiten regelt ein Inselrat (Island Council).

## Geographie
Der Grundriss des Atolls entspricht in etwa einem gleichschenkligen Dreieck, das hauptsächlich durch zwei für ein Atoll dieser Größe sehr große Inseln gebildet wird. Die größte Insel ist Buariki im Südosten, die die „Grundseite“ des Dreiecks bildet. Die kleinere Insel, Takaeang bildet die nordwestliche Ecke des Dreiecks. Die Inseln sind an der Nordseite durch eine lange Sandbank und an der Südwestseite durch ein Korallenriff miteinander verbunden. Das Korallenriff weist eine recht große Lücke auf, durch die man in die Lagune im Innern des Atolls gelangen kann. Die Landfläche des Atolls beträgt 11,61 km². Das nordwestlich gelegene Kuria-Atoll hat ebenfalls eine Insel namens Buariki.

## Bevölkerung

### Bevölkerungsstatistik
| Zensus            | 1978 | 2005 | 2010   | 2015   | 2020   |
| ----------------- | ---- | ---- | ------ | ------ | ------ |
| Takaeang          | 288  | 320  | 252 ▼  | 271 ▲  | 281 ▲  |
| Buariki           | 441  | 509  | 592 ▲  | 630 ▲  | 684 ▲  |
| Baurua (Tebakota) | 121  | 329  | 213 ▼  | 224 ▲  | 256 ▲  |
| Gesamt            | 850  | 1158 | 1057 ▼ | 1125 ▲ | 1221 ▲ |

### Bevölkerungsentwicklung
| Zensus | 1947 | 1963 | 1968 | 1973 | 1978 | 1985 | 1990 | 1995 | 2000 | 2005 | 2010 | 2015 | 2020 |
| ------ | ---- | ---- | ---- | ---- | ---- | ---- | ---- | ---- | ---- | ---- | ---- | ---- | ---- |
| Gesamt | 366  | 533  | 738  | 781  | 850  | 984  | 1002 | 1015 | 966  | 1158 | 1057 | 1125 | 1221 |

## Geschichte
Die Erstsichtung wird den Kapitänen der First Fleet Thomas Gilbert mit dem Schiff Charlotte und John Marshall auf der Scarborough 1788 auf der Fahrt von Port Jackson zugeschrieben, die die Insel jedoch nicht erkundeten.
In der zweiten Hälfte des 19. Jahrhunderts wurde Aranuka ebenso wie Kuria zur Zeit des „Königreichs Abemama“ von dem Häuptling Tem Karotu aus Abemama annektiert und bildete mit diesen Inseln ein gemeinsames Herrschaftsgebiet. Die Herrschaft ging an den Neffen Tem Karotus, den König Tem Binoka, auch Tembinok' genannt, über.

## Neuzeit
Nach der britischen Kolonialzeit bildete Aranuka mit Kuria, Maiana, Abemama und Nonouti den Verwaltungsdistrikt „Zentrale Gilbertinseln“.
Aranuka entsendet ein Parlamentsmitglied in das Parlament Maneaba ni Maungatabu in South Tarawa, für das 10. Parlament 2011–2015 wurde Martin Moreti gewählt.

## Verkehr
Der Flugplatz Aranuka liegt am nördlichen Ende der Insel Buariki und wird von der staatlichen Fluggesellschaft Air Kiribati angeflogen.